# Elaine (Arkansas)
Elaine – miasto w Stanach Zjednoczonych, w stanie Arkansas, w hrabstwie Phillips.